# Hülya Avşar
Hülya Avsar es una actriz, empresaria y cantante turca conocida por haber interpretado a Safiye Sultan en la serie Muhteşem Yüzyıl Kösem.

## Biografía
Es hija de Celal Avşar y Emral Avşar, tiene una hermana la actriz turca Helin Avşar.
Se graduó de «Ankara Cumhuriyet Lisesi».
En 1982 Hülya se casó con el estudiante de ingeniería Mehmet Tecirli, pero la pareja se divorció un año después en 1983.
En 1987 salió con el ahora exfutbolista turco Tanju Çolak pero la relación terminó en 1988. 
El 7 de agosto de 1997 se casó con Kaya Çilingiroglu, la pareja tuvo una hija Zehra Çilingiroğlu, sin embargo se divorciaron el 9 de septiembre de 2005.
En el 2007 comenzó a salir con el empresario Sadettin Saran, pero la relación terminó en el 2010.

## Carrera
Hülya fue redactora jefe de la revista "Hülya". Es fundadora de la marca de lujo turca "by H".
En el 2000 escribió para el periódico "Günaydın" como columnista.
Hülya jugó tenis en base amateur y ganó el torneo de campeonato de tenis TED en el 2001.
En 2009 se unió a la primera temporada del programa Yetenek Sizsiniz Türkiye!, la versión turca de la serie "Got Talent", en donde participó como jurado hasta la quinta temporada en el 2014.
En el 2011 se unió al programa O Ses Türkiye, la versión turca del popular programa "The Voice" donde apareció como entrenadora y jueza hasta el 2013. 
En el 2015 se unió al elenco de la popular serie turca Muhteşem Yüzyıl Kösem donde interpretó a Safiye Valide Sultan.

## Discografía

### Álbumes de estudio
- Her Şey Gönlünce Olsun (1989)
- Hatırlar mısın? (1990)
- Hülya Gibi (1991)
- Dost Musun Düşman Mı? (1993)
- Yarası Saklım (1995)
- Hayat Böyle (1998)
- Aşıklar Delidir (2002)
- Haute Couture / Kişiye Özel (2009)
- Aşk Büyükse (2013)

### Sencillos
- Sevdim (2000)
- Geçmiş Olsun (2011)

## Filmografía

### Series de televisión
| Año         | Serie                 | Personaje            | Notas        |
| ----------- | --------------------- | -------------------- | ------------ |
| 2015 - 2016 | Muhteşem Yüzyıl Kösem | Safiye Valide Sultan | 29 episodios |
| 2006        | Kadin severse         | Deniz Ertekin        | -            |
| 2004        | Zümrüt                | Zümrüt Karahan       | -            |
| 2004        | Kadin isterse         | Canan / Duygu        | -            |
| 2000        | Savunma               | Seda                 | -            |
| 1998        | Ah bir zengin olsam   | Çiçek                | -            |
| 1995        | Süper yildiz          | Zeynep               | -            |
| 1994        | Sevginin gücü         | Sevgi                | -            |
| 1988        | Dünya Fraggle         | Reina Gorg           | -            |
| 1982        | Intibah               | Dilasub              | miniserie    |

### Películas
| Año  | Título               | Personaje | Notas                                                                                        |
| ---- | -------------------- | --------- | -------------------------------------------------------------------------------------------- |
| 2015 | Sofra sirlari        | Neslihan  | junto a Firat Altunmese, Emrah Kolukisa, Burak Sergen, Selen Uçer, Alican Yücesoy y Elit Çam |
| 1993 | Berlin in Berlin     | Dilber    | junto a Cem Özer, Armin Block, Aliye Rona, Esref Kolçak, Nilüfer Aydan y Zafer Ergin         |
| 1986 | Fatmagül’ün Suçu Ne? | Fatmagül  | Junto a Aytaç Arman, Ayberk Çölok, İhsan Yüce, Menderes Samancılar y Cengiz Sezici           |

### Apariciones
| Año         | Programa                                          | Notas        |
| ----------- | ------------------------------------------------- | ------------ |
| 2011 - 2013 | O Ses Türkiye (The Voice)                         | coach y juez |
| 2009 - 2014 | Yetenek Sizsiniz Türkiye! ("Turkey's Got Talent") | jurado       |
| 2006        | Pisti                                             | presentadora |
| 1996        | Hülya Avsar Show                                  | presentadora |

## Premios y nominaciones
| Año  | Categoría          | Premio                                   | Películas        | Resultado |
| ---- | ------------------ | ---------------------------------------- | ---------------- | --------- |
| 2000 | Best Female Singer | -                                        | -                | Ganó      |
| 1993 | Best Actress       | Silver St. George Award                  | Berlin in Berlin | Ganó      |
| -    | Best Actress       | Moscow International Film Festival Award | -                | Ganó      |